# Scheyern
Scheyern est une commune de Bavière (Allemagne), située dans l'arrondissement de Pfaffenhofen an der Ilm, dans le district de Haute-Bavière.
Sur son territoire se trouve l'Abbaye de Scheyern, abbaye bénédictine du XIIe siècle. La maison dirigeante bavaroise des Wittelsbach est originaire de ce lieu.